# Brian Marsden
| 37556 Svyaztie | 28 agosto 1982 |

Brian Geoffrey Marsden (Cambridge, 5 agosto 1937 – 18 novembre 2010) è stato un astronomo britannico specializzato in meccanica celeste ed astrometria. Raccoglieva dati sulle posizioni degli asteroidi e delle comete e calcolava le loro orbite.

## Biografia
Nacque il 5 agosto 1937 a Cambridge, in Gran Bretagna, da Thomas Marsden ed Eileen West. Suo padre era un insegnante, professore di matematica presso una scuola superiore locale. La sua passione per l'astronomia - raccontava - nacque a cinque anni, quando sua madre lo stimolò a guardare con lei l'eclissi solare del 1942: fu la sorpresa della possibilità di previsione degli eventi astronomici che lo guidò nella successiva carriera.
Frequentò con regolarità le sedute della British Astronomical Association da quando aveva sedici anni ed iniziò a collaborare con la Computing Section (sezione di calcolo) dell'associazione, producendo effemeridi dei fenomeni di mutue eclissi tra i satelliti medicei e del ritorno di alcune comete periodiche. Prima di accedere all'istruzione universitaria era già membro giovanile della Royal Astronomical Society.
Laureatosi in matematica al New College di Oxford, godeva già di una reputazione internazionale per le sue predizioni di comete. Nel 1959, al termine dell'università, trovò impiego presso l'Osservatorio universitario di Yale dove sfruttò la potenza di calcolo resa disponibile da un computer IBM 650 per riprendere il calcolo delle orbite delle comete. Conseguì a Yale anche il dottorato con una tesi dal titolo: "The Motions of the Galilean Satellites of Jupiter".
Dal 1965 iniziò a lavorare presso lo Smithsonian Astrophysical Observatory a Cambridge, nel Massachusetts, invitato da Fred Whipple. Marsden introdusse dei termini correttivi che tenevano conto degli effetti accelerativi di natura non gravitazionale nelle equazioni del moto (Meccanica kepleriana) delle comete. I getti di materia derivanti dall'evaporazione del materiale del nucleo cometario, infatti, come veri e propri motori a reazione, alterano il moto (e quindi l'orbita) delle comete. Marsden e Zdenek Sekanina svilupparono un programma di calcolo che è in uso ancora oggi per il calcolo delle orbite delle comete.
Nel 1964 era stato trasferito presso lo Smithsonian Astrophysical Observatory il Central Bureau for Astronomical Telegrams (CBAT), di cui Marsden sarà direttore dal 1968 (succedendo a Owen Gingerich) al 2000 (sostituito da Daniel Green). Nel 1978, al momento del pensionamento di Paul Herget, il Minor Planet Center (MPC) fu trasferito dall'Osservatorio di Cincinnati allo Smithsonian Astrophysical Observatory e la sua direzione affidata a Brian Marsden (che lo diresse fino al 2006, sostituito da Timothy Spahr). CBAT e MPC mantennero ruoli distinti, ma la comune direzione permise di migliorarne la funzionalità.
Nel 1998 guadagnò una certa notorietà presso il grande pubblico quando annunciò che l'asteroide (35396) 1997 XF11 avrebbe potuto colpire la Terra.
È morto il 18 novembre 2010, al termine di una prolungata malattia.

### Vita privata
Sposò Nancy Lou Zissell il 26 dicembre 1964. Insieme ebbero due figli: Cynthia e Jonathan.

## Principali successi scientifici
Marsden ha contribuito a ritrovare comete ed asteroidi persi, cioè le cui osservazioni erano state insufficienti per calcolarne con precisione l'orbita.
Secondo quanto dichiarato nella sua autobiografia, Brian Marsden era particolarmente orgoglioso di aver predetto il ritorno nel 1992 della cometa 109P/Swift-Tuttle. Scoperta nel 1862 era attesa per il 1981, tuttavia nel 1973 Marsden l'aveva ricollegata ad una cometa apparsa nel 1737 e così era riuscito a prevederne correttamente il successivo ritorno. Charles Alcock, Direttore dell'Harvard-Smithsonian Center for Astrophysics, ha indicato Marsden come "uno dei più influenti indagatori delle comete del ventesimo secolo, e definitivamente il più colorato."
Sebbene la previsione che (35396) 1997 XF11 avrebbe potuto colpire la Terra si rivelò errata grazie al ritrovamento di ulteriori osservazioni risalenti al 1990, stimolò il dibattito sui Near-Earth Object. Se, infatti, non si fosse prestata la dovuta attenzione all'oggetto, questo sarebbe andato perduto e sarebbe stato estremamente complicato predirne l'orbita per il 2028, anno previsto per l'impatto. In questo modo, Marsden sollevò la necessità di conoscere meglio le orbite degli oggetti potenzialmente pericolosi, giungendo tra le altre cosa a migliorare le modalità della segnalazione all'MPC (attraverso l'introduzione della pagina web: "Near-Earth Object Confirmation Page").
Si interessò, inoltre, alle scoperte negli anni novanta del Novecento dei primi oggetti transnettuniani. Fu tra i primi a porre la questione della necessità di ridefinire Plutone ("Il primo oggetto transnettuniano scoperto" - a suo dire) ed a proporre una sua collocazione tra gli asteroidi. Suggerì, infatti, di assegnare a Plutone il numero asteroidale 10000. Quest'ultima proposta fu respinta, tuttavia all'Assemblea Generale di Praga dell'Unione Astronomica Internazionale nel 2006, fu approvata una nuova definizione di pianeta che assegnò Plutone alla nuova classe dei pianeti nani.
Infine, si interessò alle comete radenti di Kreutz e nel produrre un'analisi del comportamento dinamico del gruppo, individuò un ulteriore gruppo di comete radenti che oggi porta il suo nome: le comete di Marsden.
Il 18 agosto 1982 scoprì l'asteroide 37556 Svyaztie con Nikolaj Černych presso l'Osservatorio astrofisico della Crimea. Il nome scelto dai due scopritori, che significa "connessione", volle sottolineare la loro collaborazione ed amicizia, che aveva superato barriere nazionali e politiche.

## Riconoscimenti
L'asteroide 1877 Marsden è stato così chiamato in suo onore.
- Nel 1965 gli è stata assegnata la Medaglia Merlin della British Astronomical Association (BAA).[10]
- Nel 1979 gli è stato assegnato il Walter Goodacre Award della BAA.[10]
- Nel 1989 ha ricevuto il George Van Biesbroeck Prize dall'American Astronomical Society (AAS).[11]
- Nel 1995 ha ricevuto il Brouwer Award dalla Division on Dynamical Astronomy della American Astronomical Society.[12]
- Nel 2001 gli è stato assegnato il Premio Gian Battista Lacchini della Unione Astrofili Italiani.[13]